# 希臘和丹麥的瑪麗亞-奧林匹亞公主
希腊和丹麦的玛丽亚-奥林匹亚（希臘語：Μαρία-Ολυμπία της Ελλάδας και της Δανίας；1996年7月25日—），生于希腊，是希臘末代国王康斯坦丁二世孫女、希臘王儲帕夫洛斯女兒，希臘格呂克斯堡王朝成员。

## 早年生活
希臘和丹麥的瑪麗亞-奧林匹亞於1996年7月25日在紐約市威爾康奈爾醫療中心出生，父母是希臘王儲帕夫洛斯和他的妻子玛丽-珊图·米勒。1996年12月22日，她在土耳其伊斯坦布爾的圣乔治主教座堂接受君士坦丁堡普世牧首巴塞洛繆一世在希臘東正教教堂的洗禮。
她的教父母是她的姑姑希臘和丹麥的亞歷克西婭公主，她的姨媽皮亞蓋蒂，她祖父希腊末代国王康斯坦丁二世的堂弟英王查爾斯三世，和堂哥希臘和丹麥的米歇爾。

## 個人生活
2016年，玛丽亚-奥林匹亚在紐約帕森設計學院學習攝影。
玛丽亚-奥林匹亚於2015年秋季在紐約大學註冊。2019年，她完成了紐約大學加勒廷時裝商業與營銷個性化研究學院的學業，並獲得了學位。

## 封銜，榮譽
- 1996年7月25日–至今：希臘和丹麥的瑪麗亞-奧林匹亞公主殿下